# Sakuragawa, Ibaraki
Sakuragawa (桜川市 Sakuragawa-shi) là một thành phố thuộc tỉnh Ibaraki, Nhật Bản.